# Witold Sadowy
Witold Sadowy est un acteur de théâtre et de cinéma polonais, né le 7 janvier 1920 à Varsovie et mort le 15 novembre 2020.

## Filmographie
au cinéma
- 1947 : Chansons interdites
- 1960 : De la veine à revendre
- 1970 : Pogoń za Adamem
- 1978 : ...Gdziekolwiek jesteś panie prezydencie...
- 1980 : Zamach stanu

à la télévision
- 1973 : Un grand amour de Balzac − Victor Hugo (ép. 7)
- 1980 : Sherlock Holmes et le Docteur Watson (ép. 24)
- 1980 : Punkt widzenia (ép. 5)
- 1981 : Przyjaciele (ép. 4)